# The Passionate Adventure
The Passionate Adventure é um filme mudo britânico, do gênero dramático e lançado originalmente em 1924. Foi dirigido por Graham Cutts, estrelando Clive Brook e Alice Joyce. O roteiro é uma adaptação feita por Alfred Hitchcock e Michael Morton de um romance de Frank Stayton. Hitchcock também é creditado como assistente de direção de Cutts.